# Мінімальна заробітна плата
Мінімальна заробітна платня є тією найнижчою оплатою праці, що роботодавці можуть легально платити своїм працівникам. Тобто це та планка, нижче якої працівники не мають права продавати свою працю.
Хоча поняття мінімальної заробітної платні є у законодавстві багатьох країн, існують різні погляди про переваги та недоліки мінімальної платні. Пропоненти кажуть, що це підвищує стандарти життя, збільшує продуктивність праці, збільшує кількість інвестицій, оскільки доходи населення зростають. Опоненти кажуть, що це підвищує рівень бідності та безробіття, шкодить бізнесу, бо вимагає від підприємств підвищувати ціни продукції та послуг, щоб компенсувати більшу заробітну платню, а також сприяє розвитку чорного ринку праці. Неринкове встановлення заробітної платні паплюжить дію ринкового механізму на ринку праці.
Встановлення мінімальної заробітної плати є однією з форм ринкового інтервенціонізму, що перешкоджає функціонуванню ринків.
Збільшення мінімальної заробітної платні урядом є способом підвищення податкових надходжень до державного бюджету, оскільки що вищою є мінімальна заробітна платня, то вищими є податки з неї (див. Оподаткування заробітної платні).
Більшість країн світу запровадили закони щодо мінімальної заробітної платні наприкінці 20-го століття.
Станом на 2020 рік найвища мінімальна зарплатня у світі — у швейцарській Женеві, вона становить близько 4000 євро.

## В Україні
Мінімальна заробітна плата є державною соціальною гарантією, обов'язковою на всій території України для підприємств усіх форм власності та господарювання та фізичних осіб, які використовують працю найманих працівників, за будь-якою системою оплати праці.
Мінімальна зарплата в Україні регулюється ст. 95 Кодексу законів про працю України та ст. 3 Закону України «Про оплату праці». Відповідно до цих статей, мінімальна заробітна плата — це встановлений законом мінімальний розмір оплати праці за виконану працівником місячну (годинну) норму праці.
Розмір мінімальної заробітної плати встановлюється і переглядається відповідно до статей 9 і 10 Закону України «Про оплату праці» та не може бути нижчим від розміру прожиткового мінімуму для працездатних осіб.
Мінімальна заробітна плата встановлюється на національному рівні (однакова для всіх, відсутній регіональний, галузевий чи ін. поділ). Розмір мінімальної заробітної плати встановлює Верховна Рада України за поданням Кабінету Міністрів України не рідше одного разу на рік законом про Державний бюджет України на відповідний рік.
Мінімальна заробітна плата в погодинному розмірі застосовується на підприємствах усіх форм власності, а також фізичними особами — підприємцями, які використовують найману працю, якщо ними встановлено погодинну оплату праці із застосуванням нормованих завдань та обліком фактичного робочого часу.
Ст. 3¹ Закону «Про оплату праці» вимагає нарахування доплати до мінімальної зарплати. Для визначення рівня доплат з мінімальною зарплатою порівнюється зарплата з усіма виплатами, за винятком випадків, коли працівник працював неповний робочий день або оформлений за сумісництвом. В таких випадках мінімальний рівень оплати праці розраховують з урахуванням відпрацьованого робочого часу.
Відносно доплати до мінімальної зарплати та індексації зарплати у 2024 році діє таке правило: сума індексації зменшує доплату до мінімальної зарплати.
Станом на 2018 рік, в Україні мінімальну заробітну плату отримувало близько 4,5 мільйона людей.
В Україні на початок 2021 року індекс Кейтца (відношення мінімальної заробітної плати до середньої) становив 43,7 %, та 48 % на кінець року, що наблизилось до рівня 50 %, який рекомендує Міжнародна організація праці.

### Історія змін

Зростання мінімальної заробітної плати в Україні за період 1996—2010